# 蒙特瓦尔基
蒙特瓦尔基（義大利語：Montevarchi），是意大利托斯卡纳大区阿雷佐省的一个市镇。总面积56.75平方公里，人口24022人，人口密度423.3人/平方公里（2009年）。ISTAT代码为051026。